# Henk Vogels junior

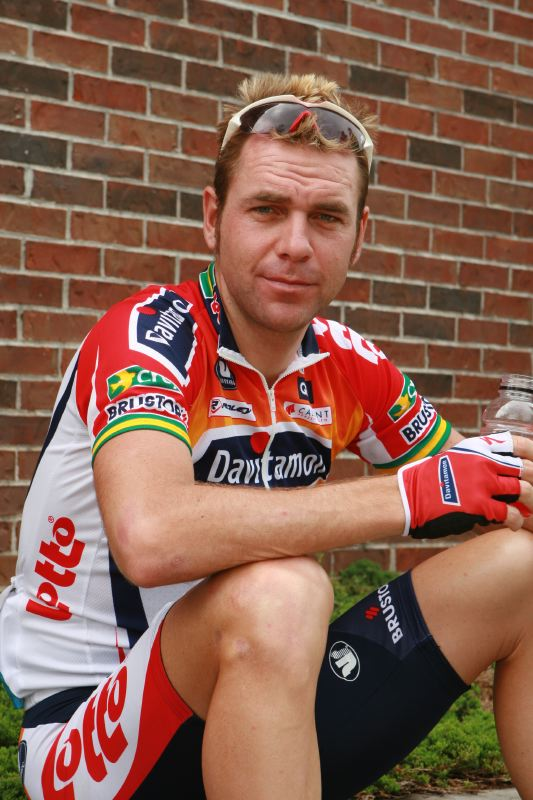
Henk Vogels

Henk Vogels (Hendricus Vogels, Jr.; * 31. Juli 1973 in Perth) ist ein ehemaliger australischer Radrennfahrer, der 2000 an den Olympischen Spielen teilnahm. Sein Vater Henk Vogels senior (Hendrikus A. M. Vogels, Sr.) nahm 1964 an den Olympischen Sommerspielen teil.

## Werdegang
1992 gewann er das Rennen Rund um Köln-Longerich (später Cologne Classic) in Deutschland. 1994 gewann Henk Vogels gemeinsam mit Damian McDonald, Phil Anderson und Dennis Brett das Mannschaftszeitfahren der Commonwealth Games im kanadischen Victoria. Er begann seine professionelle Karriere 1995 bei Novell, den Vorgänger-Team von Rabobank. In seinem zweiten Jahr gewann er eine Etappe bei der Nachwuchs-Rundfahrt Tour de l’Avenir. Dann wechselte er zu GAN, dem späteren Team Crédit Agricole, und nahm an der Tour de France 1997 zum ersten Mal teil. Er beendete sie auf dem 99. Gesamtrang. 1999 feierte er den größten Erfolg seiner Karriere, er gewann die nationale Meisterschaft. 2000 wechselte er zum US-amerikanischen Mercury Cycling Team. Nach drei Jahren dort blieb er noch zwei Jahre in den Staaten bei Navigators. 2005 und 2006 fuhr Vogels für das belgische ProTeam Davitamon-Lotto, danach wechselte er zum amerikanischen Team Toyota-United. 1997 wurde er Radsportler des Jahres in Australien. Ende der Saison 2008 beendete er seine Karriere.

## Palmarès
1994
- Commonwealth Games – Mannschaftszeitfahren
- eine Etappe Olympia’s Tour
- Prolog Rheinland-Pfalz-Rundfahrt

1995
- eine Etappe Herald Sun Tour

1996
- eine Etappe Herald Sun Tour
- eine Etappe Tour de l’Avenir

1997
- Duo Normand (mit Cyril Bos)

1999
- Australischer Meister – Straßenrennen

2000
- Clásica Alcobendas
- USPRO Championship
- eine Etappe Vuelta a Asturias
- eine Etappe Vuelta a La Rioja
- eine Etappe Herald Sun Tour

2001
- Gesamtwertung und eine Etappe Grand Prix Cycliste de Beauce
- zwei Etappen Herald Sun Tour

2002
- eine Etappe Herald Sun Tour

2003
- eine Etappe Tour of Georgia

2008
- eine Etappe Tour of the Gila

## Teams
- 1995 Novell
- 1996 Rabobank
- 1997 GAN
- 1998 GAN / Crédit Agricole
- 1999 Crédit Agricole
- 2000 Mercury-Manheim Auctions
- 2001 Mercury-Viatel
- 2002 Mercury Cycling Team
- 2003 Navigators Cycling Team
- 2004 Navigators Cycling Team
- 2005 Davitamon-Lotto
- 2006 Davitamon-Lotto
- 2007 Toyota-United
- 2008 Toyota-United